# Berchemia fenchifuensis
Berchemia fenchifuensis là một loài thực vật có hoa trong họ Táo. Loài này được Wang Chiou Mei và Lu Sheng You mô tả khoa học đầu tiên năm 1990.

## Phân bố
Loài đặc hữu Đài Loan.